# Castelo de Ganalur
O Castelo de Ganalur localiza-se no município de Vallat, na província de Castellón, na comunidade autónoma da Comunidade Valenciana, na Espanha.

## História
Existem poucas informações documentais acerca deste castelo, além da que ele já existia na passagem do século XIII para o século XIV. No "Llibre del Repartiment" atesta-o claramente, nele estando indicada a sua proximidade com o Castelo do Bou Negre, em Argelita, e do qual consta a ordem de destruição do "castrum e villa de Ganalur". Em razão do cumprimento dessa ordem, o castelo encontra-se actualmente arruinado.
As suas ruínas, esparsas, encontram-se em uma elevação a Oeste de Vallat, junto aos limites entre Argelita e Toga. Acredita-se que, em sua origem, defendia o limite do baronato de Arenós, e pertencia ao Almóada Abú Zayd, como a maior parte da região.